# Mahiljov

Mogiljov címere

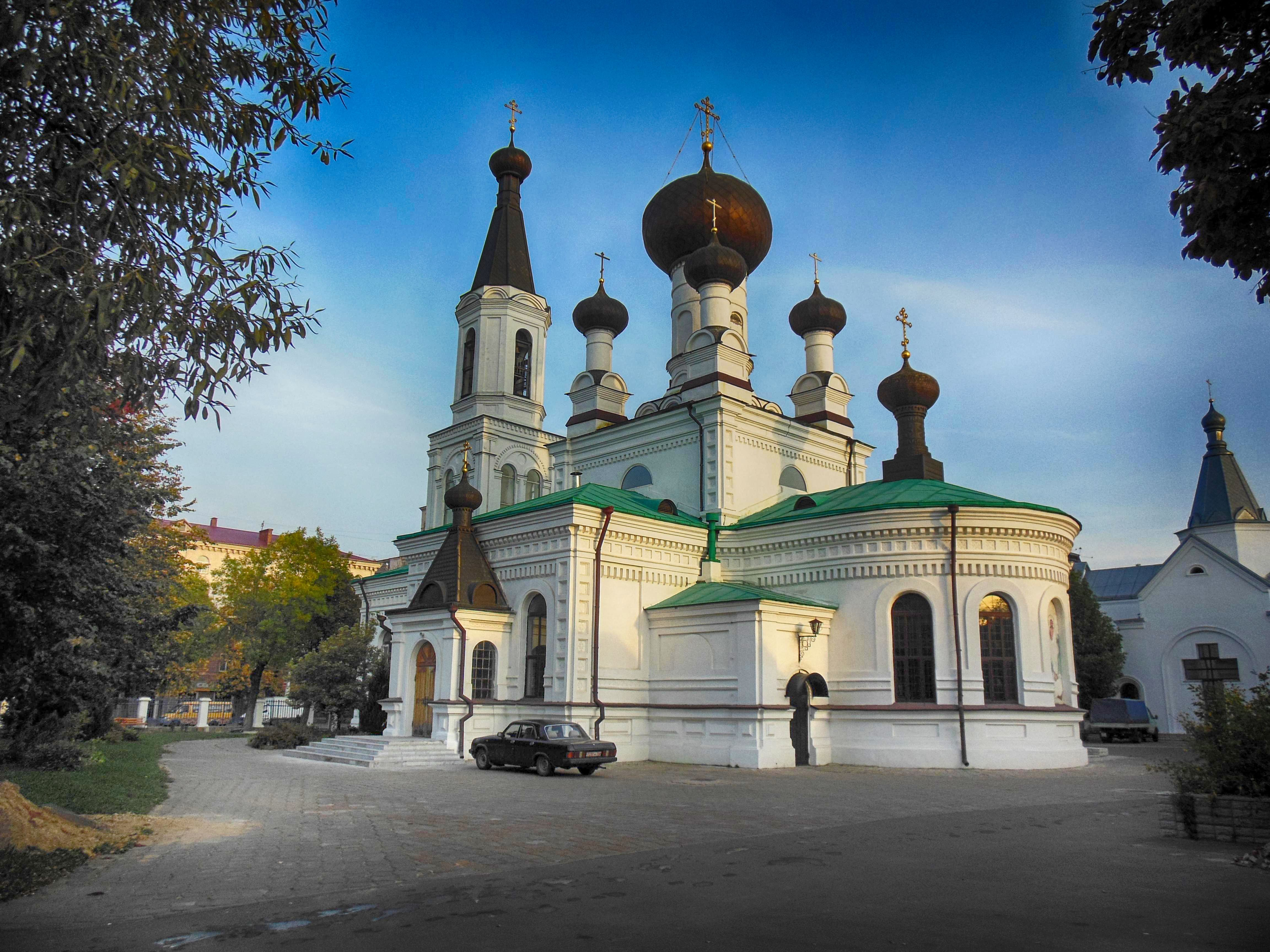
A Trjoh Szvjatityelej-templom

Mahiljov (Магілёў), oroszul Mogiljov (Могилёв) város Fehéroroszország keleti részén, a Dnyeper folyó partján, Minszktől 200 km-re keletre. A Mahiljovi terület és a Mahiljovi járás székhelye. Az ország harmadik legnépesebb városa, az 1999-es népszámlálás szerint 356,5 ezer lakosa volt (2006-os becslés szerint lakossága 366,8 ezer fő). Fontos közúti és vasúti csomópont, 1998 óta nemzetközi repülőtere is van. A város két kerületre (Leninszkij, Oktyabrszkij) oszlik.

## Történelem
A várost 1267-ben alapították. A 14. században a Litván Nagyfejedelemség része lett. 1561-ben a város lakossága felkelt a lengyel–orosz háborúban ide bevonuló oroszok ellen, egy hétezres garnizont semmisítettek itt meg. Mivel kereskedelmi utak csomópontjában fekszik, gyors fejlődésen ment keresztül, viszonylag hamar, 1577-ben városi jogokat kapott. 1772-ben került Oroszországhoz és hamarosan a Mogiljovi kormányzóság központja lett. 1812-ben a város közelében vívták a szoltanovkai csatát Bagratyion és I. Napóleon hadseregei. Mogiljov az orosz főparancsnokság székhelye volt az első világháborúban. Az első ötéves tervek idején gyorsan iparosodott (a forradalomig csak kisebb fa-, sör-, dohányipari üzemek működtek itt), 1930-ban helyezték üzembe műselyemgyárát, amely az akkori Belorusszia legnagyobb vegyiüzeme volt. 1930-ban bőrgyár, 1932-ben pedig csőgyár kezdte meg működését és felépült a húskombinát is. Lakossága gyorsan növekedett, 1926-ban 50 ezren, 1939-ben már 99 ezren lakták. A második világháborúban is fontos szerepet játszott, 1941. július 1–26. között tartották a németekkel szemben. A város 1944. június 28-án a Bagratyion hadművelet során szabadult fel. Házainak fele elpusztult, lakóinak száma 10 ezerre csökkent a harcok során. A háborús károk helyreállítása után folytatódott a város iparosítása, elsősorban a gépipar fejlődött gyorsan, 1965-ben pedig a Szovjetunió egyik legnagyobb műszálgyárát helyezték üzembe. Ugyanebben az évben kezdte meg a termelést másik nagyüzeme, a Mogiljovi Autógyár (MoAZ).

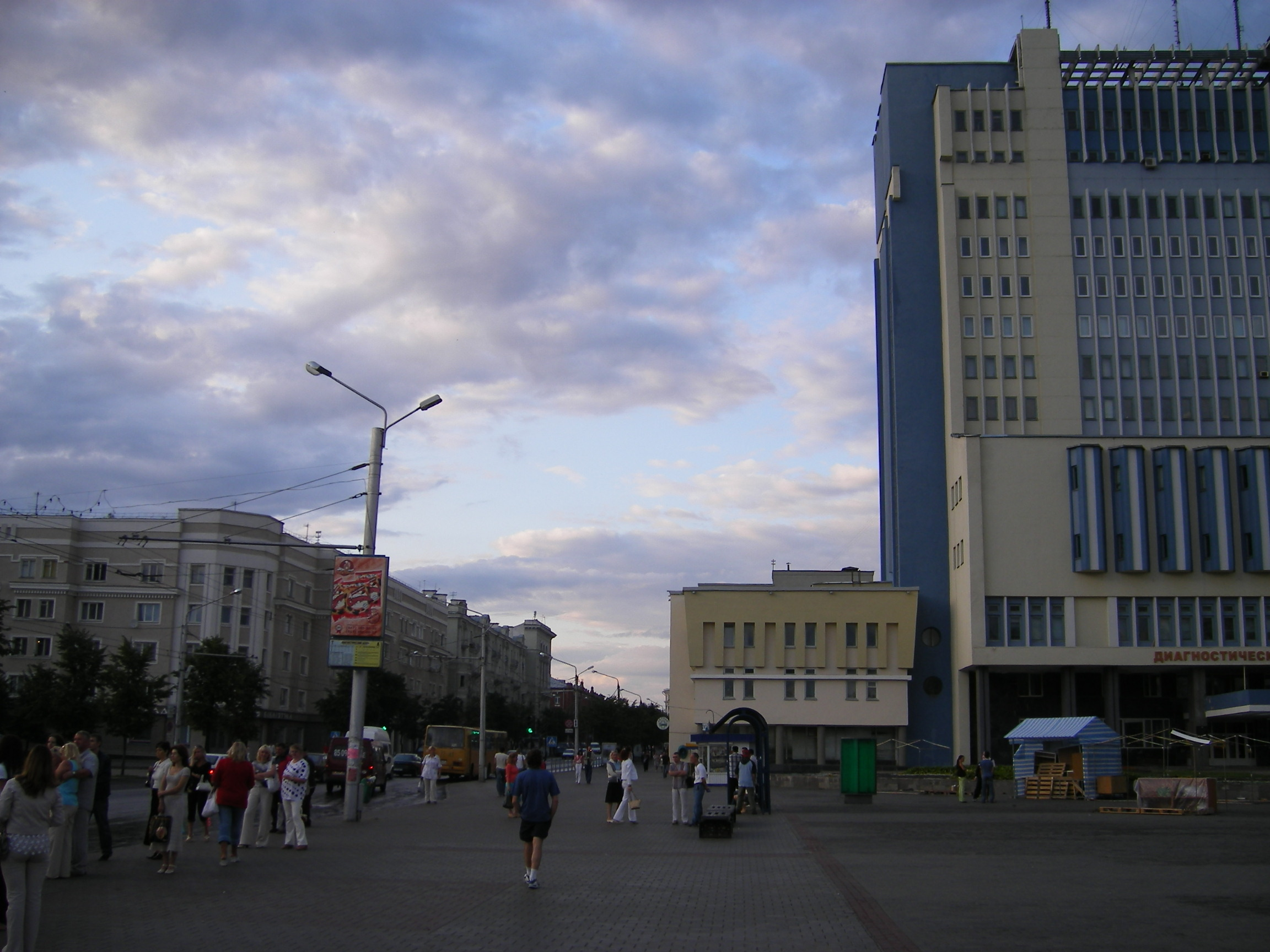
A Pervomajszkaja-utca

## Gazdaság

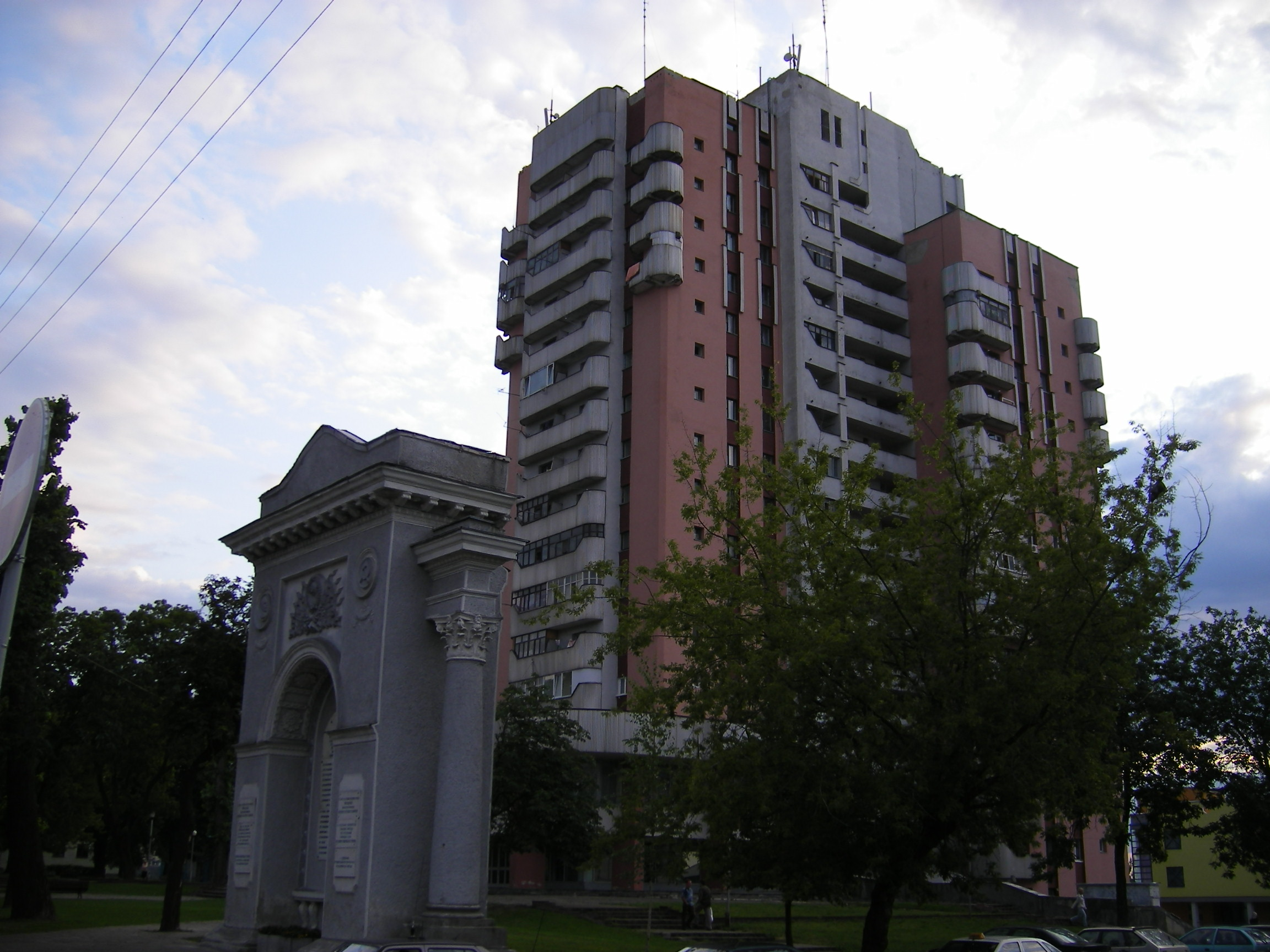
A Diadalív

A város sokoldalú ipari központ, legfontosabb gazdasági ágazata a gép- és a vegyipar. A Himvolokno műszálgyár és a Zarja vegyikombinát (ez utóbbi főként olefingyártásáról ismert) a terület gazdaságának vezető vállalatai. A gépgyártást villanymotorgyára, a vontatókat előállító MoAZ, a liftgyár (Mogiljovliftmas) és a faipari berendezéseket előállító Tehnopribor képviseli. Élelmiszeripara (hús- és tejkombinát, zselatingyár) és textilipara (az ország legnagyobb kötőszövőüzeme itt működik) szintén említést érdemel. A város gazdasága (oroszul) Archiválva 2006. szeptember 13-i dátummal a Wayback Machine-ben

## Látnivalók
A város legismertebb műemléke a Szt. Sztanyiszlav-székesegyház, melyet a karmelita rend építtetett 1738–1752 között. Az 1636-ban alapított Nyikolszkij-monostor ma is működik, különösen értékes része az 1669–1672 között épült hagymakupolás Nyikolszkij-templom. Az oroszos stílusban épült városi színház (1886–1888) Mahiljov egyik legjellegzetesebb épülete. A templomok közül meg kell említeni a zöldtetős Kresztovozdvizsenszkaja-templomot (17. század) és a kék kupolájú Borisz és Gleb-templomot (1867). Fontos látnivalók még a diadalív (1780), a Trjoh Szvjatityelej-templom (1910) és a vasúti pályaudvar (1902).

## Híres szülöttei
- Leonyid Mandelstam (1879–1944), fizikus,
- Otto Smidt (1891–1956) geofizikus és geográfus, akadémikus, a Nagy Szovjet Enciklopédia első kiadásának főszerkesztője.

## Testvérvárosok
- Bártfa, Szlovákia
- Eisenach, Németország
- Gabrovo, Bulgária
- Kercs, Ukrajna
- Klaipėda, Litvánia
- Kragujevac, Szerbia
- Tula, Oroszország
- Villeurbanne, Rhône-Alpes, Franciaország
- Włocławek, Lengyelország

## Külső hivatkozások
- Hivatalos honlap (ru, by, en)
- Látnivalók (oroszul)